# Ernst Ludwig von Remchingen
Ernst Ludwig von Remchingen zu Kaltental (* 1622; † 15. November 1689) war Oberstleutnant und Burgvogt, d. h. Festungskommandant, von Tübingen.

## Herkunft
Das Geschlecht derer von Remchingen gehörte zur Ritterschaft in Südwestdeutschland und wurde in seiner württembergischen Linie durch Johann Sigismund von Remchingen (1541–1604), Obervogt zu Kirchheim unter Teck, begründet.

## Urkundliche Erwähnungen
Im Jahr 1662 bot Ernst Ludwig von Remchingen das Schloss und Gut Kaltental zum Mindestpreis von 4000 Reichstalern dem Herzog Ulrich von Württemberg-Neuenbürg, einem jüngeren Sohn des Herzogs Johann Friedrich von Württemberg, zum Kauf an.

## Verlobungen und Ehen
Er verlobte sich mit Maria Gottliebin von Liebenstein, die daraufhin am 5. Juli 1662 auf ihren Erbanspruch väterlicher, mütterlicher und brüderlicherseits verzichtete. Er heiratete Elisabetha Lidia von Franquemont, die Tochter der Johanna Regina Bokin von Erlenberg sowie in zweiter Ehe Anna Elisabetha von Sperberbeck.